# Сумах китайский
Сумах китайский, или сумах яванский (лат. Rhus chinensis) — растение семейства Сумаховые, вид рода Сумах, произрастающее в Китае, Японии, Корее, Лаосе, Северном Вьетнаме, Индии (на склонах Гималаев) и на Гавайских островах. Растение культивируется в пределах своего ареала.

## Биологическое описание
Кустарник или небольшое дерево с очередными непарноперистыми листьями и яйцевидными листочками. Листочки у верхушки заострённые, по краям пильчатые, снизу мягко-волосистые. Черешки с крылатыми отростками.

## Сырьё
Используемым сырьём служат так называемые «китайские галлы». Свежесобранные галлы представляют собой лёгкие, более или менее рогатые, светло-бурые наросты длиной до 6 см и шириной 2-2,5 см, при толщине стенок всего около 1-2 мм. Они внутри полые, с блестящей внутренней поверхностью. Собранные галлы обрабатывают водяным паром, после чего высушивают.

## Химический состав
Галлы этого растения содержат 50-80% галотанина.

## Использование
Галлы являются промышленным сырьём для производства танина и его препаратов.
|                          |  |
| Цветки сумаха китайского |  |

## Классификация

### Разновидности
На основе базы данных The Plant List:
- Rhus chinensis var. chinensis[3]
  - [syn.  Rhus osbeckii (Decne. ex Steud.)]
  - [syn.  Rhus semialata (Murray)]
  - [syn.  Schinus indicus (Burm.f.)]
- Rhus chinensis var. roxburghii (DC.) Rehder